# Der Erwählte

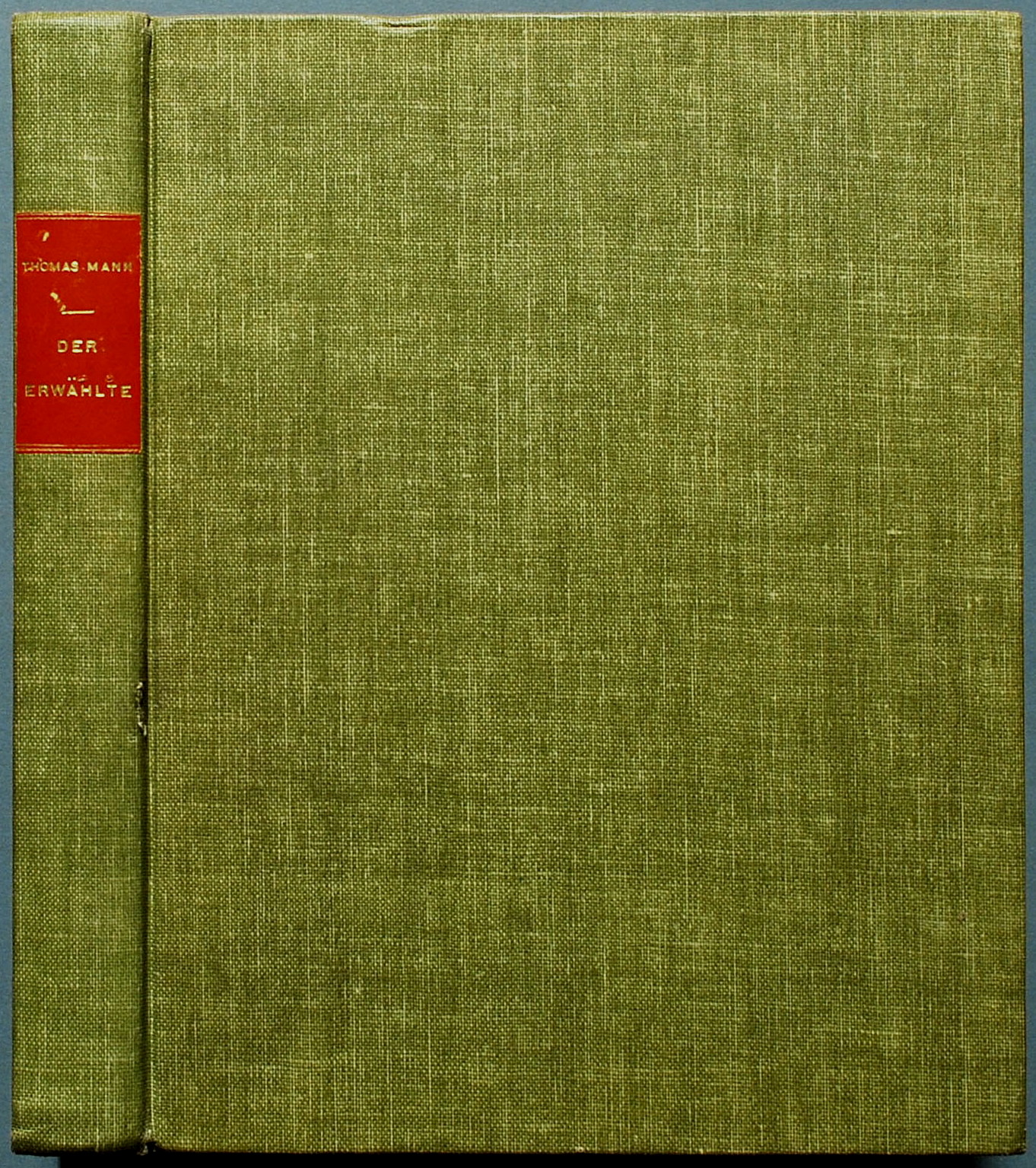
Erstdruck 1951 in einer Auflage von 68 Exemplaren

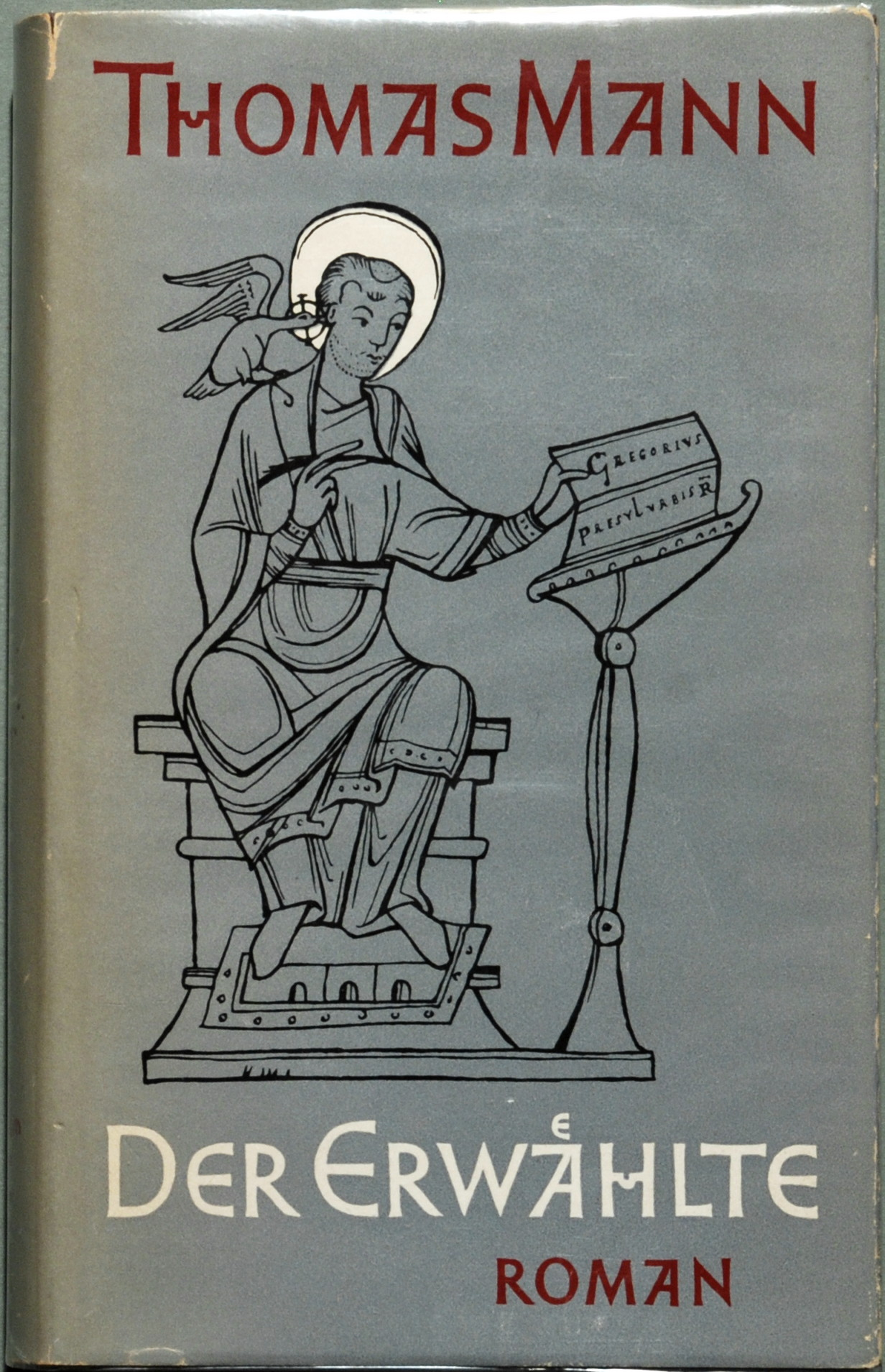
Erstausgabe 1951 für den Handel

Der Erwählte ist ein 1951 erschienener Roman des deutschen Schriftstellers Thomas Mann.
Der Roman erzählt die Legende Gregorius oder der gute Sünder von Hartmann von Aue aus dem 12. Jahrhundert mit anderer thematischer Gewichtung neu. Hartmanns mittelhochdeutsches Versepos bezieht sich wiederum wohl auf die französische Legende Vie du pape Gregoire. Im Mittelpunkt steht der Titelheld, der in einem geschwisterlichen Inzest gezeugt wurde, dann seine eigene Mutter heiratet und nach einer langen Buße durch Gottes Gnade Papst wird.

## Entstehung
Der Roman entstand laut Manns Tagebuch zwischen dem 21. Januar 1948 und dem 26. Oktober 1950. Die Gregorius-Legende hatte er bereits in seinem vorherigen Werk, dem Doktor Faustus zum Gegenstand eines Puppenspiels des Protagonisten gemacht. Seinerzeit hatte er sich auf die Erzählung Von der wundersamen Gnade Gottes und der Geburt des seligen Papstes Gregor gestützt, die in der spätmittelalterlichen Exempel-Sammlung Gesta Romanorum enthalten ist. Für den neuen Roman verwendete er die von Marga Bauer stammende Übersetzung aus dem Mittelhochdeutschen Hartmanns.
Der Erwählte ist Manns kürzester Roman. Ursprünglich war er nur als Novelle gedacht, doch der Stoff wuchs ihm unter der Hand. 1947 notierte Mann, nach dem ernsten Stoff des Doktor Faustus gehe es ihm darum, „bei düsterster Weltlage […] die Menschen zu trösten – und zu erheitern“.

## Inhalt

### Wiligis und Sibylla
Thomas Mann siedelt die Romanhandlung in Flandern-Artois an, wo das Herzogspaar Grimald und Baduhenna ein erfülltes Leben am Hofe führen. Nur der bislang unerfüllte Kinderwunsch begrenzt ihr Glück. Als dieser sich doch erfüllt, muss Grimald dafür den Tod seiner Frau im Kindbett hinnehmen. Die aus dieser Geburt hervorgegangenen Zwillinge Sibylla und Wiligis werden vom Vater in herzoglicher Manier aufgezogen. Besonders seiner Tochter bringt Grimald sehr viel Liebe und Stolz entgegen. Beide Kinder sind von ausnehmender Schönheit.
Der Vater kann sich der Heiratsanträge für seine Tochter aus den Königshäusern der umgebenden Länder kaum erwehren, lehnt diese aber samt und sonders, teils sehr unwirsch, ab. Auf dem Sterbebett legt er besonders die Aufgabe, für Sibylla zu sorgen, in die Hände seines Sohnes. Doch die Zwillinge, die in enger Verbundenheit und in einer narzisstischen Selbstverliebtheit ihre Zeit meist nur miteinander verbracht haben, können niemanden Fremden als ihrer Art würdig wahrnehmen. Dieser gegenseitige Narzissmus führt zum Inzest der beiden. Sibylla wird von ihrem Bruder schwanger.
Voller Entsetzen und Verzweiflung an ihrer Tat wenden sie sich an Ritter Eisengrein, einen Berater ihres Vaters, was zu tun sei. Dessen Ratspruch lautet erstens, Sibylla zur Niederkunft auf die Burg des Ritters zu bringen, und zweitens, Wiligis zur Läuterung seiner Sünden auf den Kreuzzug in das Heilige Land zu schicken. Auf dem Weg dorthin, noch vor der Einschiffung in Marseille, stirbt er. Sibylla bringt einen Sohn zur Welt, der, auch dies gemäß Eisengreins Rat, in einem Fass auf einem Boot in den Ärmelkanal ausgesetzt wird. Heimlich legen Eisengreins Frau, die auch Sibyllas Hebamme ist, und Sibylla dem Kind in dem Fass eine stattliche Summe zur Versorgung und eine Tafel bei, in der die Herkunft des Kindes als adelig, aber auch als aus einem Inzest-Verhältnis entstanden, beschrieben wird.

### Der junge Gregorius auf der Insel
Auf einer Kanalinsel wird das Kind von Fischern gefunden. Der Abt eines Zisterzienserklosters auf dieser Insel hält seine schützende Hand über das Kind. Er arrangiert zuerst dessen dauerhafte Versorgung bei einer Fischerfamilie und kümmert sich später selbst um die Erziehung des Kindes in der Klosterschule, wo es gründliche Kenntnisse erwirbt, speziell auf den Gebieten der alten Schriften, des Rechts und der christlichen Lehre. Die Klugheit des Gregorius getauften Knaben, sein feines Wesen und seine auffallend hübsche Gestalt lassen ihn im Jugendalter mit seinem Ziehbruder, einem fast gleichaltrigen, eher groben Burschen, in Konflikt geraten. Obgleich Gregorius sich nicht mit dessen Stärke messen kann, ist er ihm durch Konzentration und Geschicklichkeit körperlich und sportlich durchaus ebenbürtig. Der Bruder will endlich durch einen Streit ein Kräftemessen erzwingen, im Kampf jedoch schlägt Gregorius ihm das Nasenbein ein. Als die Fischersfrau, die bis dahin sowohl von ihren leiblichen Kindern als auch von Gregorius für dessen echte Mutter gehalten wird, ihres blutenden und bleibend geschädigten Sohnes ansichtig wird, kann sie ihr Geheimnis nicht länger bei sich bewahren und gibt diesem zeternd Gregorius’ wahre Herkunft preis: Er sei nur ein Findelkind. – Gregorius hört dies mit und stürzt in eine Identitätskrise. Der Abt muss ihn nun vollständig über seine Herkunft und die Umstände seiner Auffindung auf der Insel aufklären und übergibt ihm auch die Tafel, die er selbst – der Abt – sehr genau gelesen hat. Der junge Gregorius weiß nunmehr über seine grauenvolle Abstammung Bescheid, und nichts kann ihn davon abhalten, die Insel zu verlassen, um am Festland die genauen Wurzeln seiner Herkunft zu ermitteln und seine Eltern zu erlösen. Die in seinem Fass in ein Brot eingebackenen Goldstücke waren vom Abt schon bald nach seiner Auffindung einem Juden zur Vermehrung abgegeben, so dass mit dem daraus über die Jahre entstandenen Vermögen die Ritterausrüstung des Gregorius angeschafft werden kann. Damit endet der erste Teil und Gregorius kommt nach 17 Jahren bei der Stadt Brügge auf das Europäische Festland.

### Auf dem Festland
Dort angekommen, erhält er Kunde vom „Minnekrieg“, d. h. der Belagerung der Stadt Bruges (Brügge), Sitz der Herzogin Sibylla, seiner Mutter, durch Herzog Roger von Hochburgund-Arelat, einen gewaltsamen Freier, der das Land seit Jahren verwüstet, im unbedingten Drang, die Herzogin zur Frau zu erhalten.
Erfüllt vom jugendlichen Tatendrang und zur Sühne seiner Schuld, die in seinem schieren Dasein besteht, besiegt Gregorius den Belagerer im Zweikampf und befreit somit die Herzogin und das Land. Der Rat des Herzogtums legt trotz dieser Befreiung der Herzogin ans Herz, sich zu vermählen, auf dass sich solche Ereignisse nicht wiederholten. Die Herzogin willigt ein und nimmt den Befreier, von dem sie nicht weiß, dass er ihr Sohn ist, zum Mann.
Diese Ehe, aus der wiederum zwei Töchter entspringen, währt wenige Jahre, bis die Herzogin von einer neugierigen und geschwätzigen Magd auf das Geheimnis ihres Gemahls hingewiesen wird: Allein in seiner Kammer schluchzt der Herzog Gregorius regelmäßig über einer Tafel. Ein Jagdausflug des Herrschers wird alsbald genutzt, um der Sache auf den Grund zu gehen. Sibylla fällt beim Erkennen der Tafel, die aus ihrer eigenen Hand stammt, in Ohnmacht. Erneut ist die von ihr ersehnte Liebe zum Inzest geworden. Sie verzweifelt und droht zu sterben – man ruft den Herzog, welcher bei seiner Ankunft seine geliebte Frau als seine eigene Mutter wiederfinden muss. Der Schmerz scheint bodenlos, doch Gregorius findet zumindest die Kraft, die nächsten Schritte zu ordnen. Sibylla solle abdanken und sich der Pflege der Ärmsten und Kranken widmen, er wolle sich als Eremit einem Leben in Buße hingeben.

### Buße und Papsttum
Auf seiner Wanderung durch die Wildnis kommt er zu einem Fischerhaus, welches aber zuerst außer der beißenden Verachtung des Fischers nichts für ihn zu bieten hat. Nur das Mitleid der Fischersfrau ermöglicht ihm zumindest ein Nachtlager im Schuppen. Am kommenden Morgen wird er vom Fischer mit dem Boot zu einem mächtigen Stein inmitten eines Sees gebracht und oben auf diesem mit einem Eisen angekettet. Dort, auf diesem Stein, wird er vor dem Hungertod bewahrt durch eine wunderbare Nahrungsquelle, eine Art Nährlymphe aus dem Innersten der Erde, die sich in einer Gesteinsmulde sammelt und ihn jeden Tag erneut sättigt, wie die Mutter das Kind an der Brust. So lebt und büßt er auf diesem Felsen weitere 17 Jahre, wird immer kleiner und verhutzelter, verfällt in regelmäßigen Winterschlaf, erträgt die Sommerhitze, bis er schließlich von zwei römischen Gesandten befreit wird:
Während seiner Zeit der Buße kommt es nämlich in Rom, nach dem Tod des vorigen Papstes, zu einem Aufruhr und Bürgerkrieg verfeindeter Parteien und damit letztlich zum Schisma der Kirche. In dieser scheinbar ausweglosen Lage erscheint zwei hochstehenden römischen Bürgern, einem Geistlichen und einem Laien, die Vision eines Opferlammes, welches genaue Angaben über einen Einsiedler im fernen Norden macht. – In Flandern auf einem Stein sei der Büßer Gregorius zu finden, und der sei der nächste Papst. Beide machen sich unverzüglich auf die Reise und finden schließlich zu Gregorius auf dem Stein mit Hilfe eines Fischers. Dieser hatte den Reisenden einen Fisch zum Mahl angeboten, in dem aber der Schlüssel zu Gregorius’ Fessel zum Vorschein kam. Dieses Omen, das der Fischer damals spöttisch mit den Worten „Berg ich den je aus der Wellentiefe und sehe ihn wieder, dann will ich dir abbitten, Heiliger“ vorweggenommen hatte, bewegt ihn, die Römer zu dem Stein überzusetzen. Der Fischer, der davon ausgehen muss, nur die sterblichen Überreste des Gregorius vorzufinden, aber auch die beiden Gesandten werden nun auf eine schwere Probe gestellt, da sie statt des Erwählten nur ein verkümmertes Wesen finden, das zu ihrem Erstaunen mit ihnen spricht. Gefragt nach seinem Namen und seiner Herkunft antwortet das Wesen wie prophezeit. Der Kleriker ist empört. Man möge doch bitte kein „borstiges Tier“ zum Papst machen, die Türken und Heiden würden „der Kirche spotten“. Enttäuscht wollen die Besucher schon gehen, als sie das struppige Tierchen hinter ihrem Rücken „bescheidentlich“ sagen hören: „Ich habe einst grammaticam, divinitatem und legem studiert“. Nun kann der Laie den widerstrebenden Kleriker überreden, in dieser Begegnung eine höhere Fügung zu erkennen. Auf der Bootsfahrt zum Festland kommt es zur Rückverwandlung des Gregorius in seine Menschengestalt.
In Rom wird Gregorius zum Papst gekrönt und führt die Kirche mit Klugheit und Charisma in eine neue, glanzvolle Phase. Einige Jahre später beschließt seine Mutter, im Dienst an den Bedürftigen gealtert, nach Rom zu pilgern und wird dort auch von dem Papst Gregorius empfangen. Beide geben zuerst vor, einander nicht zu erkennen, zuletzt fallen sich aber Mutter und Sohn erlöst in die Arme. In diesem letzten Abschnitt bekennen sie auch, insgeheim bei ihrer Hochzeit die Identität des anderen geahnt zu haben.

## Deutung
Das zentrale Thema des Romans ist der schicksalhaft-unbewusste Inzest der Protagonisten. In diesem Mythos, oft als christlicher Ödipus bezeichnet, findet der Inzest in zwei Generationen statt. Wiligis und Sibylla verfallen in ihrer Selbstliebe einander und der daraus entstandene Sohn Gregorius heiratet siebzehn Jahre später seine Mutter. Auch der zweite Inzest ist verwerflich und vermeidbar, weil Sohn und Mutter (vgl. letztes Kapitel) die wahre Identität des anderen ahnen.
Der Vergleich mit Ödipus ist berechtigt, gerät Gregorius ja gerade durch die Suche nach seinen Wurzeln wieder an seine Mutter. Doch gerade an dieser Stelle, der Heirat mit seiner eigenen Mutter, kommt das weitere große Element des Romans ins Spiel: die Schuld. Die Schuld in Form der Selbstliebe, die durch ein geringes Selbstwertgefühl entsteht. Durch die gegenseitige und unbändige Faszination schlagen Mutter und Sohn alle Bedenken und Vorsichten in den Wind.
Im Übrigen hat der Autor den Inzest zweier von ihrer gemeinsamen Einzigartigkeit überzeugter Geschwister bereits früh behandelt (Wälsungenblut), jedoch damals unterschwellig auf andere Probleme fokussierend.

## Formale Strategie des Autors
Einschachtelungen entfernen das hochheikle Thema aus Manns Gegenwart. Er erfindet den gleich anfangs auftretenden „Geist der Erzählung“, dem wir einen fiktiven Erzähler, Clemens den Iren, danken, der nun endlich die Geschichte erzählen darf. Besonders die Auffindung des zukünftigen Papstes in Gestalt eines Murmeltieres ist ein Muster der Ironie und des Spottes.
Einen fiktiven Erzähler hat Thomas Mann schon im vorangegangenen Roman Doktor Faustus benutzt.

## Beurteilung
„Bis zum Erfühlen der Ironieen dieser entzückenden Dichtung wird es bei den meisten Lesern reichen, aber wohl nicht bei allen bis zum Erkennen des Ernstes und der Frömmigkeit, die noch hinter diesen Ironieen steht und ihnen erst die wahre, hohe Heiterkeit gibt.“

## Ausgaben
- Der Erwählte. Roman. Erstausgabe, S. Fischer, Frankfurt am Main 1951 (DNB 770103537).
- Der Erwählte. Roman. In: Thomas Mann: Gesammelte Werke in zwölf Bänden. Bd. VII, S. Fischer, Frankfurt am Main 1960, S. 7–261.
- Der Erwählte. Roman. Taschenbuchausgabe, Fischer,  Frankfurt am Main 1989, ISBN 3-596-29426-6.